# Wurzel (Linguistik)
Unter einer Wurzel (auch: Wortwurzel) wird in der Sprachwissenschaft ein morphologisch nicht weiter zerlegbarer, elementarer Wortkern verstanden.
Formal gesehen gilt dieser Wortkern traditionell als keiner bestimmten Wortart oder Wortklasse zugehörig. Häufig kann dieser Wortkern jedoch (zumindest semantisch) als verbaler Natur betrachtet werden, weshalb in diesen Fällen genauer auch von Verb(al)wurzeln gesprochen wird; doch gibt es beispielsweise auch Nominalwurzeln und Pronominalwurzeln. So ist geh die Wortwurzel für die Wortformen gehst, begehbar, ausgehen usw., gold die Wortwurzel für die Wortformen Goldes, golden, vergoldete usw. Die Wurzel eines Wortes bildet somit die kleinste Einheit (morphologisches Atom) für die Wortbildung.

## Weitere Einzelheiten
Im Unterschied zur Wurzel kann ein Wortstamm immer einer bestimmten Wortart zugeordnet werden. Dabei ist zu unterscheiden zwischen primären, nicht weiter zerlegbaren Wortstämmen (Primärstämme) und Sekundärstämmen, die aus diesen durch Derivation gebildet wurden. Der Primärstamm ist gewöhnlich die Ausgangsform für die Bildung neuer Wörter, z. B. durch Derivation, Konversion, Komposition (in der Wortbildung) bzw. durch Flexion (Wortbeugung). Die Wurzel unterliegt zur Bildung von Primärstämmen allenfalls morphophonologischen  (wie z. B. Ablaut) oder minimalen affigalen Modifikationen. In der Linguistik wird eine Wurzel im Sinne eines morphologischen Atoms oft mit dem Symbol √ gekennzeichnet. Für die deutsche Gegenwartssprache ermittelten Golston und Wiese eine Datenbasis von 6512 Wurzeln.
- Beispiel lateinisch
  - Wurzel: √leg (Bedeutung: „sammeln, lesen, auswählen“)
  - Stamm: lector (Nomen agentis: „der Leser“, gebildet durch Derivation)
  - flektiertes Wort: lectoris (Stamm+Genitivendung)
- Beispiel Sanskrit
  - Wurzel: √dhā (धा)
  - Stamm: dadhā (दधा) (gebildet durch Reduplikation)
  - flektiertes Wort: dadhāti (दधाति) („er legt“)

In der indogermanischen Grundsprache wird der Stamm von der Wurzel und einem oder mehreren Suffixen, die für die Stammbildung eingesetzt werden, gebildet. Die Suffixe zusammen bezeichnet man manchmal als Ausgang; sie können miteinander zu einer nicht mehr klar unterteilbaren Einheit verschmolzen sein. In bestimmten Fällen besteht der Stamm jedoch nur aus einer Wurzel ohne erkennbare Erweiterungen; dann spricht man von Wurzelflexion (z. B. Wurzelnomen, Wurzelpräsens, Wurzelaorist).
In der historischen Sprachwissenschaft wird der Begriff Wurzel manchmal ungenau auf einen durch historischen Vergleich erschlossenen Kern angewandt. Dieser kann aber ebenso gut aus einem Wortstamm oder sogar einer vollständigen Wortform bestehen.
In diesem Sinne des gemeinsamen Ursprungs wird eine Wurzel in der Linguistik oft mit dem Symbol * gekennzeichnet. Allerdings markiert das Sternchen nur Formen, die rekonstruktiv erschlossen, jedoch nicht direkt belegt sind. In manchen Fällen (z. B. im Falle der romanischen Sprachen) ist eine Vorform oder ein gemeinsamer Vorläufer direkt belegt, weshalb der Asterisk (das Schriftzeichen Sternchen) dann nicht verwendet wird.
In den semitischen Sprachen beruhen die meisten Wörter auf einer dreikonsonantigen Wurzel. Siehe hierzu Radikal (semitische Sprachen).